# Erich Wolfgang Korngold

Erich Wolfgang Korngold, 1927 (Aufnahme von Georg Fayer)

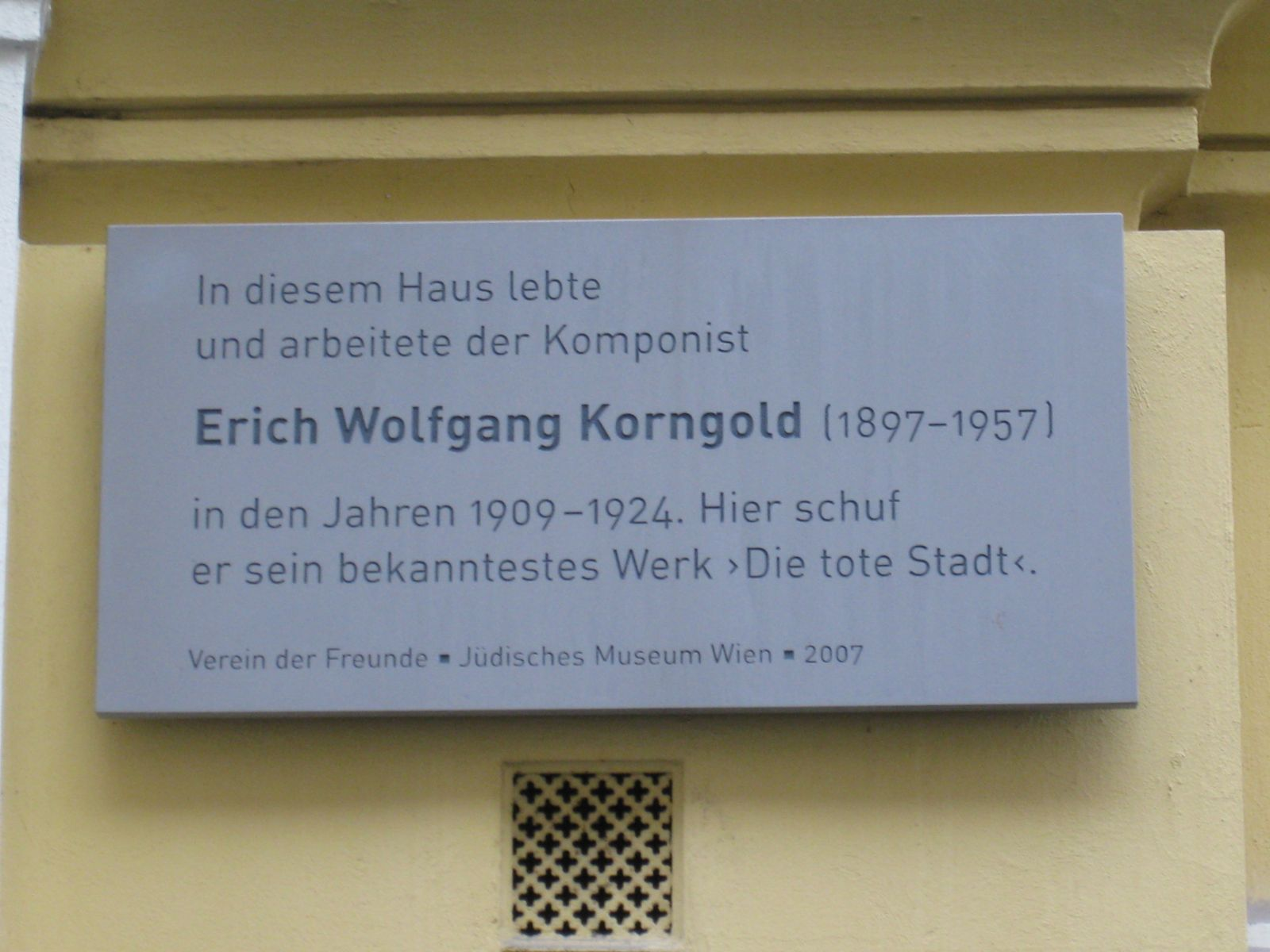
Wien, Theobaldgasse 7, Mariahilf, Adresse der Familie Korngold ab 1909

Erich Wolfgang Korngold (geboren 29. Mai 1897 in Brünn, Markgrafschaft Mähren, Österreich-Ungarn; gestorben 29. November 1957 in Los Angeles, USA) war ein österreichisch-amerikanischer Komponist, Dirigent und Pianist. Als Komponist erlangte er großen Ruhm durch die Oper Die tote Stadt aus dem Jahr 1920 und sah sich als Vertreter der modernen Klassik. Er kam bereits 1934 – nicht zuletzt aufgrund der politisch problematischen und ausgeprägt antisemitischen Lage in Österreich – in die Vereinigten Staaten, da er dort Aufträge hatte, Filmmusik zu komponieren. In den USA erhielt er für die Filme Ein rastloses Leben und Robin Hood – König der Vagabunden – seine wohl bekannteste Filmmusik – zwei Oscars.

## Leben

### Wunderkind Korngold

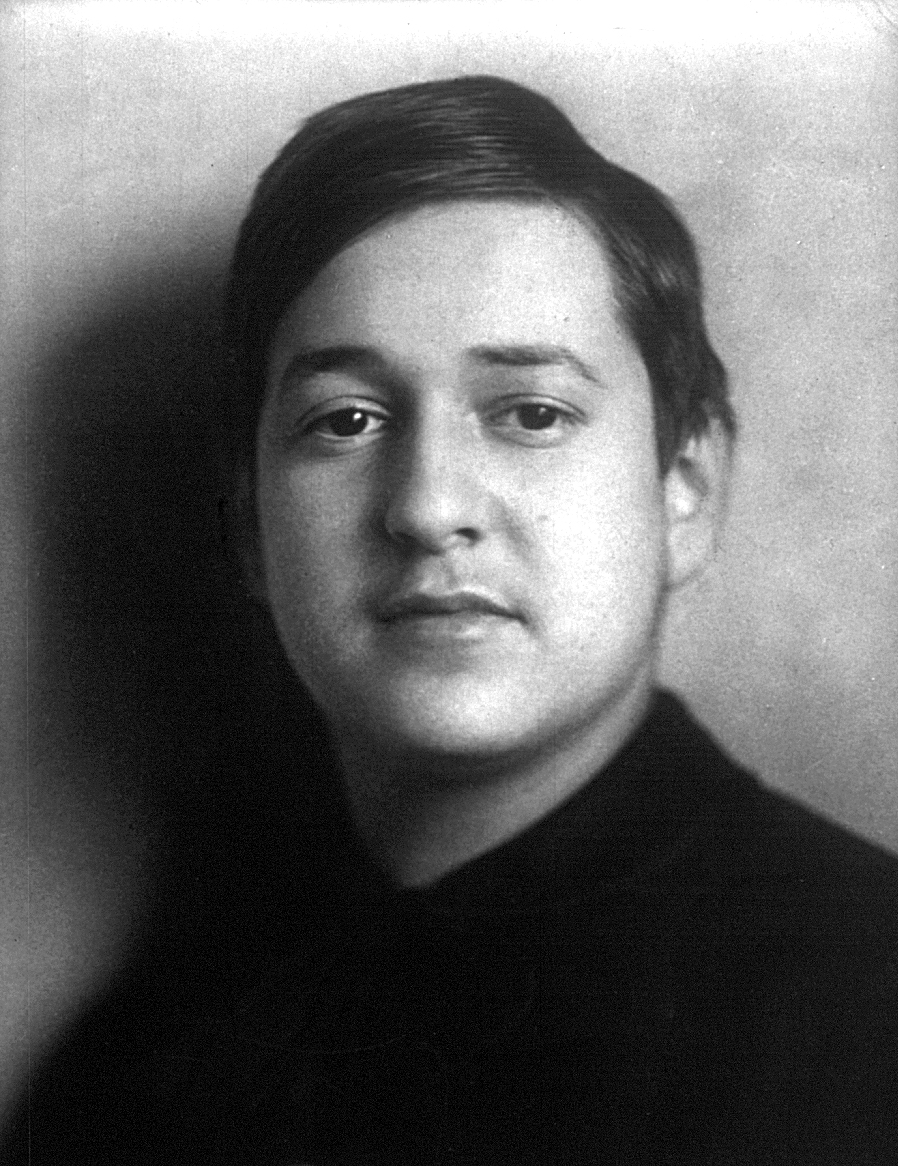
Korngold, um 1912

Erich Wolfgang Korngold war der Sohn des aus einer jüdischen Familie stammenden Musikkritikers Julius Korngold und dessen Frau Josefine (geborene Witrofski). Sein 5 Jahre älterer Bruder war der Musiker Hans Robert Korngold und er war der Neffe des Theaterschauspielers und Schriftstellers Eduard Kornau (eigentlich Eduard Korngold). Sein erster Lehrer war Robert Fuchs. Später wurde er Schüler von Alexander von Zemlinsky und Hermann Graedener.
Der junge Erich Wolfgang galt in Wien als Wunderkind. Mit elf Jahren erregte er durch die Komposition des pantomimischen Balletts Der Schneemann Aufsehen. Das ursprüngliche Klavierwerk wurde von Alexander von Zemlinsky orchestriert und 1910 in der Choreografie von Carl Godlewski unter der Leitung von Franz Schalk an der Wiener Hofoper uraufgeführt. Danach wurde Korngold von der Wiener Hocharistokratie gefördert. Mit dreizehn Jahren schrieb er Klaviersonaten. Es folgten eine Schauspiel-Ouvertüre und eine Sinfonietta. Seine Jugendwerke wurden häufig durch prominente Musikerpersönlichkeiten des frühen 20. Jahrhunderts aufgeführt, z. B. Bruno Walter, Artur Schnabel, Arthur Nikisch, Wilhelm Furtwängler, Felix Weingartner und Richard Strauss.

### Erfolg mitDie tote Stadt
Korngolds Opernkompositionen Der Ring des Polykrates und Violanta (beide 1916), Die tote Stadt (1920), Das Wunder der Heliane (1927) hatten zu ihrer Zeit großen Erfolg und ließen ihn – neben Richard Strauss – zum meistgespielten Opernkomponisten Österreichs und Deutschlands werden. Sein bedeutendster Erfolg war Die tote Stadt.

„Luzi“ Korngold, 1927 (Fotografiert von Georg Fayer)

1924 heiratete Korngold Luise „Luzi“ Sonnenthal (1900–1962), die Enkelin des Schauspielers Adolf von Sonnenthal, mit der er zwei Söhne hatte. 1926 erhielt er den Kunstpreis der Stadt Wien.
Korngold empfand sich als Vertreter der Moderne. Seine G-Dur-Violinsonate op. 6 war am 9. März 1919 in Schönbergs Verein für musikalische Privataufführungen gespielt worden. Allerdings verließ er nie die Tonalität. In den 1920er Jahren übernahm er mehr und mehr die Ansichten seines Vaters, der ein ausgesprochener Gegner der musikalischen Moderne war. So komponierte er 1926 die Vier kleinen Karikaturen für Kinder op. 19, in denen er die Stile Arnold Schönbergs, Igor Strawinskys, Béla Bartóks und Paul Hindemiths karikierte.
Zwischen 1932 und 1937 vertonte Korngold den Grundstoff des Romans Die Magd von Aachen (Zsolnay Verlag, 1931) von Heinrich Eduard Jacob (1889–1967) zur Oper Die Kathrin. Das Libretto bzw. der Textentwurf stammt von Ernst Décsey (1870–1941). Die Uraufführung erfolgte am 7. Oktober 1939, dem 50. Geburtstag Jacobs, in schwedischer Sprache in Stockholm. Erst am 19. Oktober 1950 gelangte die Oper in der Wiener Volksoper (Staatsoper in der Volksoper) zur österreichischen Erstaufführung.
Korngold war nicht nur Opernkomponist, sondern auch der Operette zugeneigt. So bearbeitete er aus Leo Falls Nachlass die Operette Rosen aus Florida und brachte sie erfolgreich auf die Bühne. Die Uraufführung war am 22. Februar 1929 im Theater an der Wien. Auf Grundlage der Operette Das Spitzentuch der Königin von Johann Strauss (Sohn) schuf er durch Umarbeitung der Instrumentation und Erweiterung der Harmonik auf den Stil der 1920er Jahre das Bühnenwerk Das Lied der Liebe, das 1931 im Berliner Metropoltheater (im heutigen Haus der Komischen Oper) herauskam.

### Liebe zum Salzkammergut – Schloss Höselberg in Gschwandt
Korngolds Liebe zum Salzkammergut entstand bereits in seiner frühen Kindheit, ab 1899 scheint sein Name regelmäßig in verschiedenen "Fremden-Listen", so wurden die Kur- bzw. Gästelisten damals bezeichnet, auf. Immer wieder gab es Sommeraufenthalte im Salzkammergut, anfänglich mit den Eltern und nach seiner Heirat mit der eigenen Familie.
Diese enge Salzkammergut Beziehung erfuhr 1933 ihren letzten und nachhaltigsten Höhepunkt durch den Kauf der Liegenschaft Schloss Höselberg in der Gemeinde Gschwandt bei Gmunden, unweit des Traunsees. Wegen der Beschlagnahme durch die Gestapo konnten sie nur fünf Sommer in ihrem Haus verbringen, das 22 Jahre in ihrem Besitz war. Eine Gedenktafel mit Portrait des Komponisten, initiiert von Kurt Arrer und ausgeführt vom Bildhauer Roland Kraml, und eine Straßenbezeichnung in Gschwandt erinnern an ihre Zeit an diesem Ort.

### Hollywood

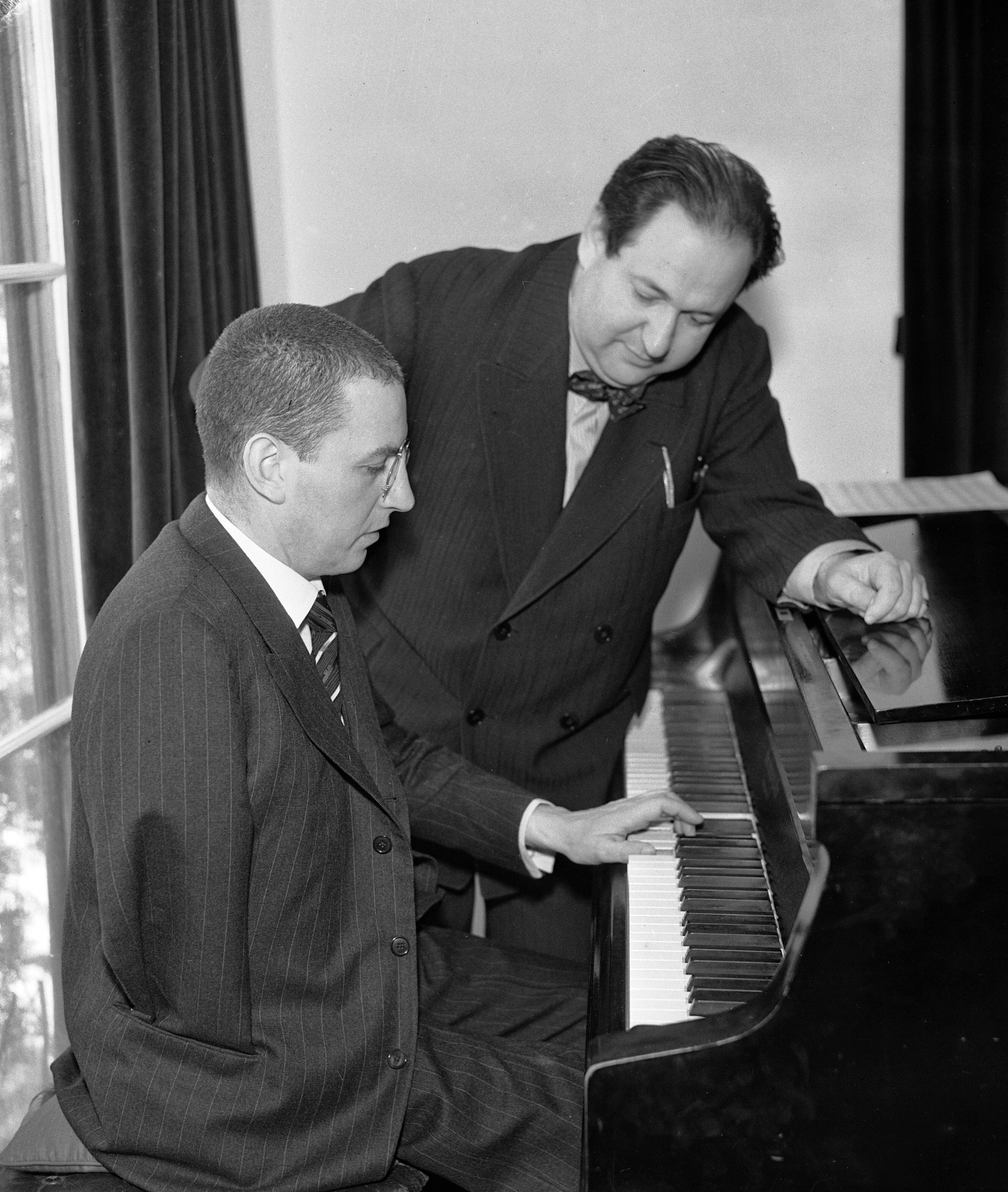
Korngold (rechts) mit Pianist Paul Wittgenstein in Los Angeles (1934)

1934 folgte Korngold während der Zeit des Austrofaschismus der Einladung Max Reinhardts nach Hollywood, um für dessen Film A Midsummer Night’s Dream (Ein Sommernachtstraum) die Filmmusik anhand Mendelssohns Schauspielmusik zu arrangieren. Korngold hatte mit Reinhardt bereits in Europa bei der Bearbeitung der Operetten Die Fledermaus und Die schöne Helena zusammengearbeitet. Mit der Arbeit am Sommernachtstraum setzte Korngold neue Maßstäbe in der noch jungen Filmmusik: Er erweiterte die Besetzung des Orchesters von der Größe einer Tanzband auf jene eines Sinfonieorchesters. Er griff teilweise in die Regie ein, um die Sprache der Schauspieler an den Rhythmus der Musik anzupassen. Teilweise schrieb er Dialoge selbst. Korngold passte die Musik Mendelssohns an Reinhardts Dramaturgie an, komponierte im Stil Mendelssohns weite Passagen neu, da Mendelssohns Musik für die Untermalung der Szenen bei weitem nicht ausreichte, teilweise unter Verwendung von Motiven aus anderen Werken Mendelssohns. Die Kritiken zum Film veranlassten Reinhardt, keinen weiteren Film zu drehen. Die Musik Korngolds wurde jedoch einhellig gelobt.
In den nächsten Jahren verbrachte er die Winter in Kalifornien als Filmkomponist der Warner Brothers. Für Warner Brothers bedeutete die Verpflichtung Korngolds einen Prestigegewinn und er erhielt mehr Freiheiten als andere Filmkomponisten, so durfte er sich seine Projekte weitgehend frei aussuchen und erhielt ein großzügiges Gehalt. Für den 1936 entstandenen Film Anthony Adverse erhielt er im Folgejahr den Oscar, den zweiten Oscar dann 1938 für Robin Hood – König der Vagabunden. Diese und seine anderen Werke wurden prägend für die gesamte Branche; beispielsweise beeinflusste er auch die Musik von John Williams zu Star Wars. Insgesamt verfasste er zwischen 1935 und 1946 die Musik für 19 Filme, insbesondere für Abenteuerstreifen wie Der Herr der sieben Meere (1940) und Der Seewolf (1941).
Korngold hatte sich schon vor der nationalsozialistischen Machtübernahme in Österreich 1938 einen Ruf in den Vereinigten Staaten aufgebaut, war aber nicht überzeugt gewesen, dort dauerhaft zu bleiben. Ab 1938 blieb ihm als Jude jedoch keine andere Wahl. Zum Zeitpunkt des Anschlusses von Österreich an Nazi-Deutschland war Korngold gerade in Hollywood mit den Arbeiten an Robin Hood beschäftigt. Seine Kontakte zu Warner Brothers ermöglichten es ihm, seine Familie und seine Eltern in die USA zu holen.
1946 beendete er weitgehend die Arbeit an Filmmusiken und wandte sich wieder der klassischen Orchestermusik zu. 1946 entstand das Cellokonzert op. 37, 1947 das Violinkonzert D-Dur. Zwischen 1949 und 1951 hielt er sich in Österreich auf, wo er zwar vom Publikum, nicht aber von der Musikkritik positiv aufgenommen wurde. In dieser Zeit wurden die Symphonische Serenade B-Dur op. 39 von den Wiener Philharmonikern unter Wilhelm Furtwängler sowie Die stumme Serenade op. 36, beide in Wien, uraufgeführt. Während einer zweiten Europareise 1954/55 kam es im Oktober 1954 zur Uraufführung seiner einzigen Symphonie in Fis-Dur op. 40 durch die Wiener Symphoniker im Rahmen eines Rundfunkkonzerts, nachdem die Gesellschaft der Musikfreunde die Aufführung abgelehnt hatte.

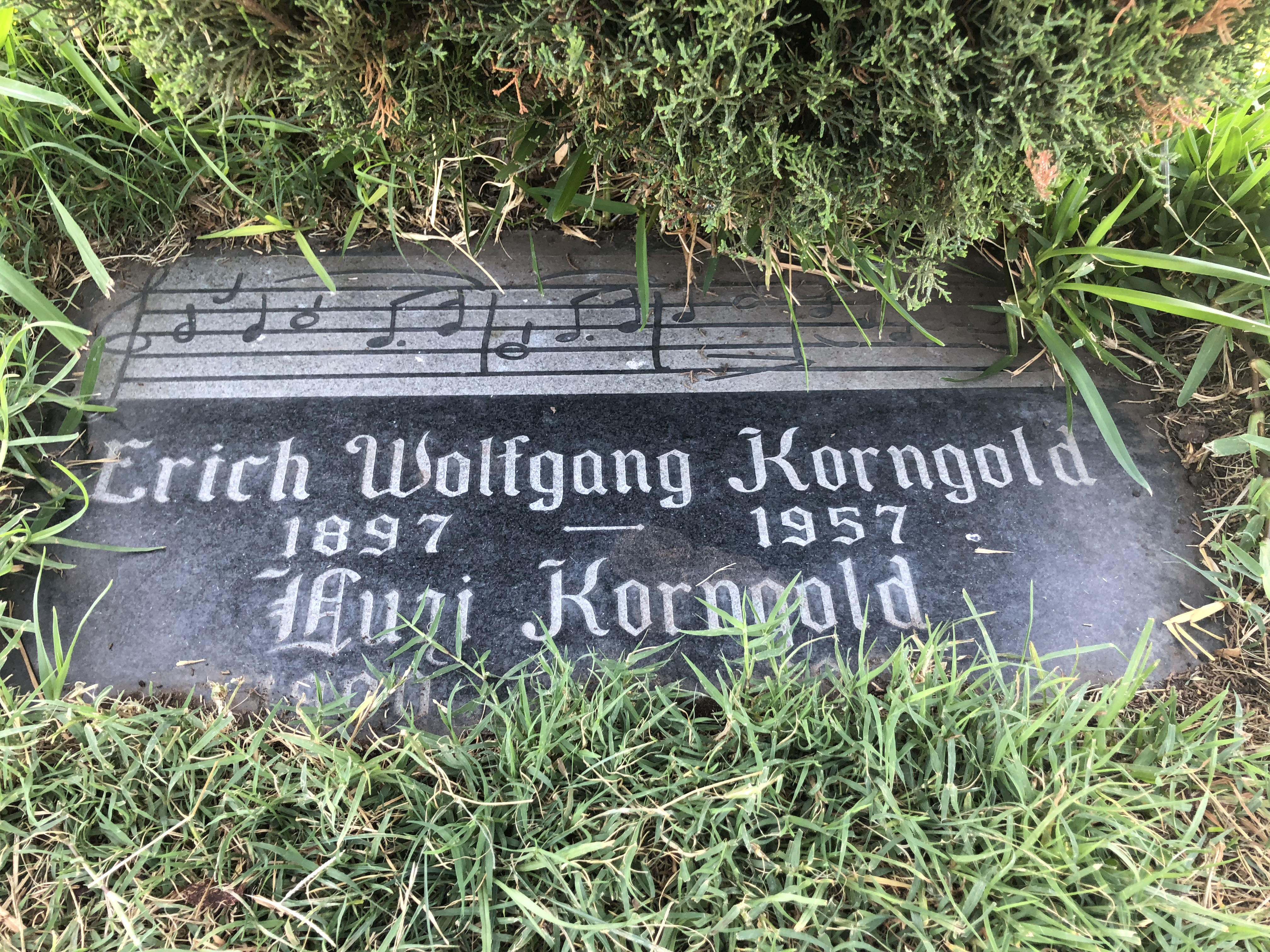
Grab Erich Wolfgang Korngolds auf dem Hollywood Forever Cemetery

Der Versuch, nach 1946 zur absoluten Musik zurückzufinden, blieb weitgehend ohne Erfolg. Sein Spätwerk wurde von der zeitgenössischen Rezeption in den USA und Europa mit starker Kritik und vielfach Nichtbeachtung begleitet. Korngolds Musik geriet in der Folge zunehmend in Vergessenheit. Er starb am 29. November 1957 nach einem Herzinfarkt und wurde auf dem Hollywood Forever Cemetery in Los Angeles beerdigt. Seine Frau Luzi folgte ihm im Jahre 1962. Die schlichte Grabplatte ziert das Notenzitat „Glück, das mir verblieb“ aus seiner berühmten Oper Die tote Stadt.
Nach Neuauflage seiner Werke in den USA ab 1972 erlebten Korngolds Kompositionen international eine Renaissance.

## Werk
Korngolds Werke umfassen Filmmusiken, Klavierwerke, Lieder, Opern sowie Orchester- und Kammermusik.

### Klavierwerke
- 1908: Klaviersonate Nr. 1 d-Moll – I Allegro non troppo, ma con passione; II Scherzo; III Finale OCLC 1120912644
- 1909: Was der Wald erzählt. Drei Klavierstücke – I Erwachen die Vögel am Morgen; II Der verliebte Jägerbursch; III Heinzelmännchen OCLC 471817859
- 1909: Don Quixote, sechs Charakterstücke für Klavier zu zwei Händen OCLC 31768565 I Don Quixote über den Ritterbüchern und seine Sehnsucht nach Waffentaten; II Sancho Panza auf seinem „Grauen“; III Don Quixotes Auszug; IV Dulcinea von Toboso; V Abenteuer; VI Don Quixotes Bekehrung und Tod.
- 1910: Klaviersonate Nr. 2 E-Dur op. 2 OCLC 221069114 I Moderato; II Scherzo; III Largo: Con dolore; IV Finale. Alexander von Zemlinsky gewidmet. Das Werk wurde im Oktober 1911 von Artur Schnabel in Berlin aufgeführt.
- 1911: Märchenbilder, sieben Stücke für Pianoforte op. 3 OCLC 729376389 Nr. 1: Die verzauberte Prinzessin OCLC 1142917322 Nr. 2: Die Prinzessin auf der Erbse OCLC 985366459Nr. 3: Rübezahl OCLC 61184272 Nr. 4: Wichtelmännchen OCLC 174178963 Nr. 5: Ball beim Märchenkönig OCLC 985366602 Nr. 6: Das tapfere Schneiderlein OCLC 834623867 Nr. 7: Das Märchen spricht den Epilog OCLC 1072919336 Uraufgeführt am 20. März 1912 in Berlin von Marta Malatesta.
- 1926: Vier kleine Karikaturen für Kinder op. 19 – I Kuckuck!; II Zum Einschlummern; III Frisch gewagt ist halb gewonnen; IV Erste Zeiten
- 1927: Geschichten von Strauss. Große Fantasie über Melodien von Johann Strauss op. 21.
- 1931: Klaviersonate Nr. 3 C-Dur op. 25 OCLC 153412503 Julius Bittner gewidmet. I Allegro molto e deciso; II Andante religioso; III Tempo di Menuetto molto comodo...Trio: Fließender; IV Rondo: Allegro giocoso. Das Werk wurde im März 1932 von Paul Weingarten uraufgeführt.
- 1946: Ein Walzer an Luzi. Korngold komponierte den Walzer zum 46. Geburtstag seiner Frau Luzi am 20. Juni 1946. OCLC 991612322

### Kammermusik
- 1909–1910: Klaviertrio D-Dur op. 1 – I Allegro non troppo con espressione; II Scherzo. Allegro; III Larghetto – Sehr langsam; IV. Finale. Allegro molto e energico. Uraufführung am 4. November 1910 in München durch das Trio Schwartz.
- 1912–1913: Violinsonate G-Dur op. 6 OCLC 21451784 I Ben moderato, ma con passione; II Scherzo' – Allegro molto (con fuoco); III Adagio; IV Finale – Allegretto quasi andante (con grazia)
- 1914–1916: Streichsextett D-Dur op. 10 OCLC 927179030 I Moderato. Allegro; II Adagio; III Intermezzo; IV Finale. Uraufführung am 2. Mai 1917 in Wien durch das Rosé-Quartett und Franz Jellinek (Viola) und Franz Klein (Cello).
- 1920–1923: Klavierquintett E-Dur op. 15. OCLC 811452794 I Mäßiges Zeitmaß, mit schwungvoll blühendem Ausdruck; II Adagio. Mit großer Ruhe, stets äußerst ausdrucksvoll; III Finale. Gemessen, beinahe pathetisch.[12] Uraufführung am 3. Februar 1923 in Hamburg durch das Bandler Quartett und Erich Wolfgang Korngold (Klavier).
- 1921–1922: Streichquartett Nr. 1 A-Dur op. 16. OCLC 890470022 I Allegro molto; II Adagio quasi fantasia – Langsam, mit großem Ausdruck; III Intermezzo. Ziemlich lebhaft, mit Grazie; IV Finale. Allegretto amabile e comodo. Dem Rosé-Quartett gewidmet. Uraufführung am 8. Januar 1924 in Wien durch das Rosé-Quartett.
- 1930: Suite für 2 Violinen, Cello und Klavier für die linke Hand allein op. 23. OCLC 889600504 I Präludium und Fuge; II Walzer; III Groteske; IV Lied; V Rondo-Finale. Auftragswerk für den Pianisten Paul Wittgenstein. Uraufführung am 21. Oktober 1930 in Wien durch Paul Wittgenstein und das Rosé-Quartett.
- 1933: Streichquartett Nr. 2 Es-Dur op. 26. Uraufführung am 16. März 1934 in Wien durch das Rosé-Quartett. I Allegro; II Intermezzo; III Larghetto; IV Waltz OCLC 869433096
- 1945: Streichquartett Nr. 3 D-Dur op. 34. Bruno Walter gewidmet. I Allegro moderato; II Scherzo; III Sostenuto: Like a folks tune; IV Finale. Korngold komponierte das Werk in den Jahren 1944 und 1945. Die erste nachgewiesene öffentliche Aufführung fand am 3. Januar 1949 durch das New Art Quartet beim „Evening on the Roof“-Konzert im Wilshire Ebell Theater in Los Angeles statt.[13]

### Lieder (Auswahl)
- Sechs einfache Lieder für eine Singstimme und Klavier op. 9 (1911–1916), Luise von Fraenkel-Ehrenstein gewidmet. Korngold bearbeitete die Lieder später als Fassungen für Singstimme und Orchester.
I Schneeglöckchen, Text: Joseph von Eichendorff; II Nachtwanderer, Text: Joseph von Eichendorff OCLC 991570890; III Ständchen, Text: Joseph von Eichendorff OCLC 991554318; IV Liebesbriefchen, Text: Elisabeth Honold; V Das Heldengrab am Pruth, Text: Heinrich Kipper; VI Sommer, Text: Siegfried Trebitsch OCLC 1114230886
- Oesterreichischer Soldatenabschied. Incipit: „Weine nicht, du braunes Mädchen!“ Komponiert im Dezember 1915. Der gesamte Ertrag dieses Liedes wurde Kriegsfürsorgezwecken gewidmet. OCLC 841176043
- Kaiserin-Zita-Hymne (1917), der Kaiserin Zita gewidmet. Text: Hedda Baronin von Skoda OCLC 961195565
- Lieder des Abschieds op. 14 (1921). I Sterbelied, Text: Christina Rossetti, ins Deutsche übersetzt von Alfred Kerr; II Dies eine kann mein Sehnen nimmer fassen, Text: Edith Ronsperger (1880–1921); III Mond, so gehst du wieder auf, Text: Ernst Lothar; IV Gefasster Abschied. Uraufführung am 5. November 1921 in Hamburg durch Maria Olszewska und den Komponisten. OCLC 974379776
- Drei Gesänge nach Gedichten von Hans Kaltneker, op. 18 (1924)
In meine innige Nacht, Tu ab den Schmerz, Versuchung.
Uraufführung am 11. März 1926 in Wien durch Rosette Anday und den Komponisten.
- Drei Lieder für Gesang und Klavier op. 22 (1928–1929) OCLC 768188677
I Was du mir bist …, Text: Eleonore van der Straten; II Mit dir zu schweigen, Text: Karl Kobold; III Welt ist stille eingeschlafen …, Text: Karl Kobold. Uraufführung am 9. Dezember 1928 in Wien durch Margit Angerer und den Komponisten.
- Unvergänglichkeit, Liederkreis op. 27 (1933) OCLC 910904857
I Unvergänglichkeit; II Das eilende Bächlein; III Das schlafende Kind; IV Stärker als der Tod; V Unvergänglichkeit.
Nach Gedichten von Eleonore van der Straten. Uraufführung am 27. Oktober 1937 durch Dési Halban und Korngold am Klavier.
- Songs of the Clown op. 29 (1937)
I Come Away, Death; II O Mistress Mine; III Adieu, Good Man Devil; IV Hey, Robin; V For the Rain, It Raineth Every Day.
Nach William Shakespeares Twelfth Night, or What You Will. Uraufführung am 28. Juni 1941 in Los Angeles durch Nanette Fabray und den Komponisten.
- Four Shakespeare Songs op. 31 (1937–1941)
I Desdemona’s Song; II Under the Greenwood; III Blow, Blow, Thou Winter wind; IV When Birds Do Sing.
Nach William Shakespeares Othello und As You Like It. Uraufführung am 28. Juni 1941 in Los Angeles durch Nanette Fabray und den Komponisten.
- Fünf Lieder für mittlere Stimme und Klavier op. 38 (1948) OCLC 900021526 I Glückwunsch, Text: Richard Dehmel; II Der Kranke, Text: Joseph von Eichendorff; III Alt-spanisch, Text: Howard Koch; IV Alt-englisch, Text: Howard Koch; V Kein Sonnenglanz im Auge, Text: William Shakespeare.
Maria Jeritza gewidmet. Die Uraufführung fand am 19. Februar 1950 in Wien durch Rosette Anday und den Komponisten statt.
- Sonett für Wien (In memoriam) für Mezzosopran und Klavier op. 41 (1953)
Gretel Kralik gewidmet. Nach einem Gedicht von Hans Kaltneker. Ursprünglich die Vorspannmusik zum Film Escape Me Never (1947).
- Zu Lebzeiten unveröffentlichte Lieder:
Abendlandschaft, Angedenken, Aussicht, Das Mädchen, Der Friedensbote, Die Geniale, Die Sperlinge, Reiselied, Sangesmut, Vesper, Vom Berge, Waldeinsamkeit, Winternacht.
Nach Gedichten von Joseph von Eichendorff.

### Chorwerke
- Passover Psalm Hymne nach hebräischen Gebeten aus der Hagada für Sopran, gemischten Chor, Orgel und Orchester op. 30 Incipit (deutsch): „Lasset uns preisen“; (englisch): Come, let us hail Him OCLC 725506777 Text (deutsch): Jacob Sonderling, basierend auf Texten der Haggada. Auftragswerk von Jacob Sonderling. 1941 in Kalifornien komponiert. Uraufführung am 12. April 1941 in Los Angeles unter der Leitung Korngolds. ISMN 979-000-118867-8 (Suche im DNB-Portal)
- Prayer [Gebet] für Tenor Solo, Frauenstimmen, Orgel und Harfe (oder Klavier) op. 32. Text: Franz Werfel, 1941 in Kalifornien komponiert. Auftragswerk von Jacob Sanderling. Uraufführung am 1. Oktober 1941 in Los Angeles unter Korngolds Leitung. ISMN 979-000-108393-5 (Suche im DNB-Portal)
- Tomorrow, Tondichtung für Mezzosopran, Frauenchor und Orchester aus dem Film The constant Nymph op. 33, Text: Margaret Kennedy, I Sostenuto; II A tempo, grandioso; III Tranquillo; IV Poco sostenuto (con molto espressione). 1941 bis 1942 komponiert. Die Uraufführung fand am 10. Mai 1944 in New York City mit der Sopranistin Eileen Farrell und dem Columbia Symphony Orchestra unter der Leitung Korngolds statt.

### Orchesterwerke
- Märchenbilder op. 3 für Orchester. Uraufgeführt am 27. Juni 1911 von der Kurkapelle in Karlsbad unter der Leitung von Robert Manzer (1877–1942).
- 1911: Schauspiel-Ouvertüre für großes Orchester op. 4. Arthur Nikisch gewidmet. OCLC 1115104555 Uraufgeführt am 14. Dezember 1911 im Leipziger Gewandhaus unter der Leitung von Arthur Nikisch.
- 1912: Sinfonietta B-Dur op. 5 OCLC 179767729 I Fließend, mit heiterem Schwunge; II Scherzo: Molto agitato, rasch und feurig; III Molto andante (Träumerisch); IV Finale: Patetico – Allegro Giocoso. Die Uraufführung fand am 30. November 1913 unter den Wiener Philharmonikern unter Felix Weingartner statt.
- 1917: Militärmarsch für großes Orchester
- 1919: Symphonische Ouvertüre „Sursum corda“ op. 13. Richard Strauss gewidmet. Die Uraufführung fand am 24. Januar 1920 unter der Leitung Korngolds im Großen Saal des Wiener Musikvereins gespielt vom Wiener Symphonieorchester statt. OCLC 638643396[14]
- 1924: Klavierkonzert für linke Hand allein in Cis op. 17 OCLC 777987291 I Mässiges Zeitmass II Heldisch III Mit Feuer und Kraft. Auftragswerk für Paul Wittgenstein. Die Uraufführung fand am 22. September 1924 in Wien im Rahmen der Sommermusikfestspiele mit Wittgenstein als Solisten unter der Leitung Korngolds statt.
- 1928: Baby-Serenade op. 24 OCLC 725452348 I Ouvertüre: Baby tritt in die Welt; II Lied: Es ist ein braves Baby; III Scherzino: Es hat auch die schönsten Spielsachen; IV Jazz: Baby erzählt eine Geschichte; V Epilog: Und nun singt es in den Schlaf. Uraufführung am 5. Dezember 1932 im Wiener Konzerthaus mit dem Wiener Sinfonieorchester unter der Leitung von Korngold.
- 1945: Violinkonzert D-Dur op. 35
- 1946: Konzert für Cello und Orchester in C op. 37 in einem Satz. OCLC 638970736 Das 1946 komponierte Werk wurde am 20. Dezember 1946 vom Los Angeles Philharmonic Orchester und der Solistin Eleanor Aller-Slatkin (1917–1995) unter der Leitung von Henry Svedrofsky (1890–1949) uraufgeführt.[15]
- 1946–1947: Symphonische Serenade für Streichorchester B-Dur op. 39 OCLC 36440888 Korngold widmete das Werk seiner Frau Luzi. I Allegro moderato, semplice II Intermezzo III Lento religioso IV Finale. Das Werk wurde am 14. Januar 1950 von den Wiener Philharmonikern unter der Leitung von Wilhelm Furtwängler in Wien uraufgeführt.[15]
- 1952: Sinfonie in Fis op. 40. Franklin D. Roosevelt gewidmet. I Moderato ma energico; II Scherzo; III Adagio; IV Finale. Die Uraufführung fand am 17. Oktober 1954 im Großen Sendesaal des Rundfunks Wien mit den Wiener Sinfonikern unter der Leitung von Harold Byrns statt. OCLC 174395392
- 1953: Thema und Variationen op. 42
- 1953: Straussiana

### Bühnenwerke

#### Oper
- 1916: Der Ring des Polykrates, op. 7. Heitere Oper in einem Akt. Text von Leo Feld und Julius Korngold nach dem Lustspiel von Heinrich Teweles. Die Uraufführung fand am 28. März 1916 an der Hofoper in München statt.[16]
- 1916: Violanta, op. 8. Oper in einem Akt. Libretto von Hans Müller. Uraufführung am 28. März 1916 an der Hofoper in München[16] OCLC 977539314
- 1920: Die tote Stadt, op. 12. Oper in 3 Bildern. Libretto von Paul Schott (= Julius und Erich Wolfgang Korngold) (nach dem Roman Das tote Brügge von Georges Rodenbach). Uraufführung am 4. Dezember 1920 am Stadttheater Hamburg und Stadttheater Köln.[17]
- 1927: Das Wunder der Heliane, op. 20. Oper in drei Akten. Libretto von Hans Müller nach dem Drama Die Heilige von Hans Kaltneker. Korngolds Frau gewidmet. Uraufführung am 7. Oktober 1927 am Stadttheater Hamburg unter der Leitung von Egon Pollak.
- 1939: Die Kathrin, op. 28. Oper in drei Akten. OCLC 1187295287 Libretto von Ernst Heinrich Franz Décsey nach Heinrich Eduard Jacob. Uraufführung am 7. Oktober 1939 an der Königlichen Oper in Stockholm unter der Leitung von Fritz Busch.

#### Operette
- 1931: Das Lied der Liebe, Operette nach der Musik zu Das Spitzentuch der Königin von Johann Strauß. Libretto: Ludwig Herzer. Die Uraufführung fand am 23. Dezember 1931 im Metropol-Theater in Berlin unter der Leitung Korngolds statt.[18]

#### Ballett
- 1908: Der Schneemann. Pantomimisches Ballett in zwei Bildern, Uraufführung 4. Oktober 1910 an der Hofoper in Wien, am selben Abend kam dort Ermanno Wolf-Ferraris Susannens Geheimnis zur Aufführung.

#### Bühnen- und Schauspielmusiken
- 1920: Viel Lärmen um nichts, op. 11. Bühnenmusik zu William Shakespeares Theaterstück Viel Lärm um nichts. Komponiert für das Burgtheater in den Jahren 1918 bis 1919. Egon Pollak gewidmet. Uraufgeführt am 6. Mai 1920 im Barocktheater von Schloss Schönbrunn unter der Leitung Korngolds. I Ouvertüre; II Don Juan; III Mummenschanz (Hornpipe); IV Festmusik; V Lied des Balthasar; VI Gartenmusik; VII Intermezzo; VIII Holzapfel und Schlehwein (Marsch der Wache); VIIIa Verhaftung; IX Mädchen im Brautgemach; X Kirchenszene; XI (= VIII) Holzapfel und Schlehwein; XII Trauermusik; XIII (= VII) Intermezzo; XIV Schlusstanz
- 1922: Der Vampir oder die Gejagten. Eine discrete Bühnenmusik für ein Drama von Hans Müller-Einigen für Singstimme und Ensemble.[19] I Rasch. Walzertempo; II Rasch – Ruhevoll – getragen; III Rasch; IV Bissig; V Nicht zu rasche Viertel, grotesk; VI Zeitmaß eines Foxtrotts; VII Sehr lebhaftes Walzertempo; VIII Rasch. Ruhevollgetragen. Festes Tanzzeitmaß. Uraufgeführt am 3. Februar 1923 am Deutschen Volkstheater in Wien.[20]
- 1946: Die stumme Serenade, op. 36. Komödie mit Musik in zwei Akten. Libretto von Raoul Auernheimer, revidiert von Rudolph Lothar, englisches Buch von Victor Clement (= Erich Wolfgang Korngold), Gesangstexte von Bert Reisfeld und William Okie.[21] Konzertante Uraufführung 1951 in Wien. Szenische Uraufführung 1954 in Dortmund.

### Filmmusiken
- 1935: Ein Sommernachtstraum (Musik von Mendelssohn, Arrangements von Korngold)
- 1935: Unter Piratenflagge (Captain Blood)
- 1936: Schenk’ uns die Nacht (Give Us This Night)
- 1936: Hearts Divided (unerwähnte Mitarbeit)
- 1936: The Green Pastures (unerwähnte Mitarbeit)
- 1936: Ein rastloses Leben (Anthony Adverse)
- 1937: Der Prinz und der Bettelknabe (The Prince and the Pauper)
- 1937: Another Dawn
- 1938: Robin Hood – König der Vagabunden (The Adventures of Robin Hood)
- 1939: Juarez
- 1939: Günstling einer Königin (The Private Lives of Elizabeth and Essex)
- 1940: Der Herr der sieben Meere (The Sea Hawk)
- 1941: Der Seewolf (The Sea Wolf)
- 1942: Kings Row
- 1943: Liebesleid (The Constant Nymph)
- 1944: Zwischen zwei Welten (Between Two Worlds)
- 1946: Devotion
- 1946: Of Human Bondage
- 1946: Trügerische Leidenschaft (Deception)
- 1947: Escape Me Never
- 1956: Frauen um Richard Wagner (Magic Fire) (Arrangements von Korngold)
- 1958: Home Before Dark (verwendet Musik von Korngold, die nicht eigens dafür komponiert wurde)
- 1959: Up Periscope (verwendet Musik von Korngold, die nicht eigens dafür komponiert wurde)

## Auszeichnungen für seine Filmmusiken
- 1936: Oscar-Nominierung (Beste Filmmusik) für Unter Piratenflagge
- 1937: Oscar (Beste Filmmusik) für Anthony Adverse (Ein rastloses Leben)
- 1939: Oscar (Beste Filmmusik) für Robin Hood – König der Vagabunden
- 1940: Oscar-Nominierung (Beste bearbeitete Filmmusik) für Günstling einer Königin
- 1941: Oscar-Nominierung (Beste bearbeitete Filmmusik) für The Sea Hawk
- Die Musik zu Robin Hood – König der Vagabunden erreichte Platz 11 in der Liste der 25 Besten Filmmusiken aus 100 Jahren, welche vom American Film Institute zusammengestellt wurde.

## Erich-Wolfgang-Korngold-Preis
Seit 1995 verleiht der Deutsche Musikrat, die Deutsche Phono-Akademie und die Filmstiftung des Landes Nordrhein-Westfalen den Erich-Wolfgang-Korngold-Preis für ein „künstlerisches Lebenswerk“.
Preisträger
- 1995: Martin Böttcher – Hans-Martin Majewski
- 1997: André Previn – Oskar Sala
- 1999: Ennio Morricone – Ravi Shankar
- 2002: Mikis Theodorakis

## Erich Wolfgang Korngold Werkausgabe
Ab Januar 2021 wird eine Erich Wolfgang Korngold Werkausgabe erarbeitet, die von der Berlin-Brandenburgische Akademie der Wissenschaften und der Akademie der Wissenschaften und der Literatur, Mainz, getragen wird. Finanziert wird das Unternehmen im bundesweiten Akademienprogramm. Arbeitsstellen existieren an der Humboldt-Universität Berlin, der Hochschule für Musik und Theater Rostock und der Johann Wolfgang Goethe-Universität Frankfurt am Main. Dabei sollen sämtliche musikalischen Werke mit Ausnahme der Operettenbearbeitungen ediert werden. Das Projekt ist auf 25 Jahre ausgelegt. Die sowohl gedruckte als auch digitale Ausgabe soll im Verlag Schott Music erscheinen. Die Projektleitung liegt bei Arne Stollberg (Berlin) und Friederike Wißmann (Rostock).

## Hörfunkdokumentation
- Ein früh vollendetes Wunderkind. Musikfeature. Deutschlandradio Kultur/SWR 2007. Text und Regie: Jiří Ort
- Glück, das mir verblieb. Musikfeature. MDR 2007. Text und Regie: Jiří Ort
- Wiener Wunderkind in Hollywood. Sendereihe „Radiokolleg“. Radio Ö1, ORF 2017. Text und Regie: Eva Teimel

## Filmdokumentation
- Ein Wiener in Hollywood. Die Abenteuer des Komponisten Erich Wolfgang Korngold (Originaltitel: Between Two Worlds: Erich Wolfgang Korngold). Amerikanischer TV-Dokumentarfilm von Peter P. Pachl (Buch), Karl Erhard Thumm (Buch) und Barrie Gavin (Regie) aus dem Jahr 2001, 90 Minuten.